# Oratorio di San Bernardo (Brugnato)
L'oratorio di San Bernardo è un luogo di culto cattolico situato nel comune di Brugnato, in via Borgo di Bernardo, in provincia della Spezia.

## Storia e descrizione

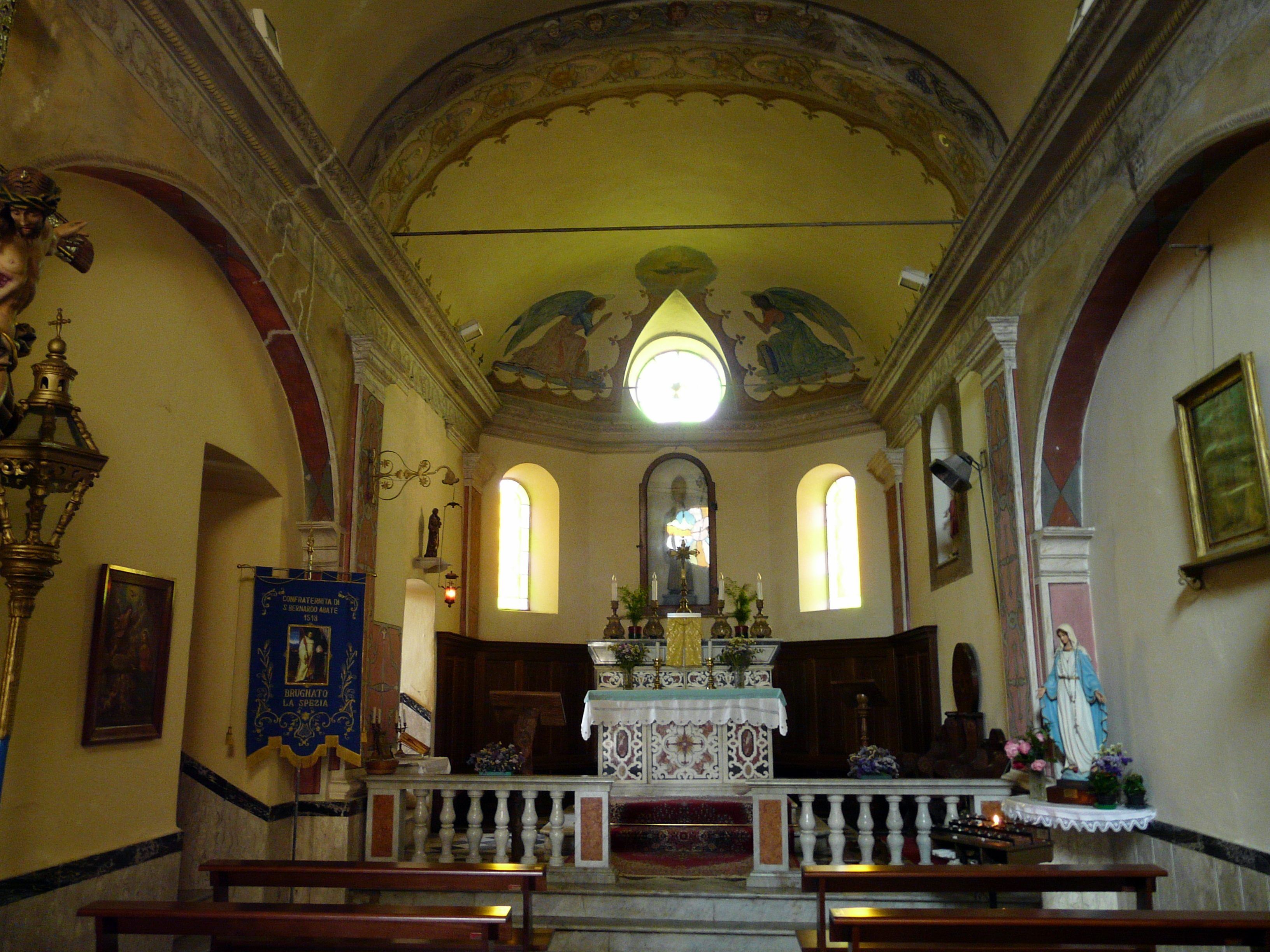
Particolare dell'interno

Dedicato originariamente a Santa Maria Assunta, assunse l'attuale denominazione dalla compagnia dei Disciplinanti che, fondata nel 1518, cambiò l'attuale appellativo verso l'abate di Chiaravalle.
Secondo le fonti storiche la nascita di questo oratorio fu voluta per ospitare i vari pellegrini, già accolti nell'attiguo ospizio di Sant'Antonio.
Il moderno portale in bronzo è dello scultore Pietro Ravecca, brugnatese.